# Traian Herseni
Traian Herseni (n. 20 februarie 1907, satul Iași, Comitatul Făgăraș, actualmente Județul Brașov – d. 17 iulie 1980), a fost o personalitate marcantă a sociologiei, antropologiei și etnologiei românești.

## Viața și opera
Traian Herseni a fost un reprezentant al primei generații a Școlii Sociologice de la București.
S-a născut în satul Iași, Comitatul Făgăraș, la 20 februarie 1907, ca fiu al notarului Traian Herseni (din Hârseni) și al soției sale, Maria Gavrilă (din Iași). A urmat Facultatea de Litere și Filosofie din București, s-a specializat la Berlin, iar doctoratul l-a dat în Litere și Filosofie în anul 1934.
Se stinge din viață în anul 1980, lăsând în urmă o impresionantă carieră de cercetător.
Adept al eugeniei, Traian Herseni a fost un membru marcant al Mișcării Legionare din România. Un ideolog al regimului Ion Antonescu, el a susținut politicile discriminatorii la adresa minorităților etnice și a propus "sterilizarea raselor inferioare". Din aceste motive, a fost arestat în 1951, petrecând 4 ani în arest. Ulterior, a fost angajat ca cercetător la Academia Română. Din 1956, a devenit un adept oficial al marxism-leninismului și susținător al național-comunismului. În unele ocazii, regimul promova ideile sale etnologice, inclusiv cele rasiste. 

### Opere
- Individ și societate în satul Fundul Moldovei, 1932
- Categoriile sociale cornovene, 1932
- Teoria monografiei sociologice, 1934
- Realitatea socială, 1935
- Mișcarea  Legionară și țărănimea, 1937
- Mișcarea  Legionară și muncitorimea
- Thomas Hobbes, 1937
- Sociologia românească, 1940
- Istoria filosofiei moderne. Omagiu prof. I. Petrovici (în colaborare), 1940
- Filosofia româneasca de la origini până astăzi, 1941
- Probleme de sociologie pastorală, 1941
- Sociologia rurala , Institutul de stiinte sociale ale Romaniei, 1941
- Drăguș - un sat din Țara Oltului (Făgăraș), 1944
- Scrisoare adresata lui Mihai Curcaneanu [Corespondență], 1956
- Sociologie și etică, 1968
- Psihologia organizării întreprinderilor industriale, 1969
- Prolegomene la teoria sociologică, 1969
- Industrializare si urbanizare, 1970
- Sociologia literaturii, 1973
- Sociologie industrială, 1974
- Sociologia limbii, 1975
- Literatura și civilizație: încercare de antropologie literară, 1976
- Literatură și civilizație, 1976
- Forme străvechi de cultură poporană românească, 1977
- Cultura psihologică românească, 1980
- Ce este sociologia ?, 1981
- Sociologie, 1982

Elemente de sociologie cu aplicări la cunoașterea țării și a neamului nostru. 
Îndrumări pentru monografiile sociologice.

### Concepte
Traian Herseni definește metoda monografică drept studiul pe teren, multilateral și intensiv, al unei unități sociale sau fenomen social iar ca trăsătură principală îi observă caracterul interdisciplinar și multi-metodologic.
Dimitrie Gusti, discutând temeiurile teoretice ale cercetărilor monografice, a definit societatea ca o totalitate autonomă, motivată de voința socială a unor manifestări economice și spirituale (constitutive), manifestări juridice și politice (regulative), condiționate de cadrul cosmologic și biologic (natural), respectiv de cadrul istoric și psihic (social).
Monografia trebuie să cuprindă, așadar, pentru a fi completă, un studiu al tuturor cadrelor: - cadrul cosmologic: cum e așezat satul, cum e determinată viața acestuia de teritoriu (munți, ape etc.), se subteritoriu (zăcăminte etc.), și de suprateritoriu (faună, climat etc.) - cadrul biologic: studiul populației, alimentație, igienă etc. - cadrul istoric: trecutul satului - cadrul psihic: conformism și inovație, conflicte etc. și al manifestărilor sociale: - manifestări economice: producție, câștiguri, comerț etc. - manifestări spirituale: religioase, artistice, morale, ideologice - manifestări juridice: obiceiuri juridice locale, forme de reglementare a conflictelor - manifestări politice: forme de organizare și administrare. Dimitrie Gusti atrage atenția că aceste cadre și manifestări se studiază urmărind: - unitățile sociale: familia, neamul, șezătoarea, cârciuma etc. - relațiile sociale: relații între vecini, între sexe etc. - procesele sociale: procese de orășenizare sau modernizare - tendințele de evoluție socială: dezvoltare etc.
În capitolul Societatea în perspectivă evoluționistă, (Sociologie, 1982) descrie în prima fază evoluția pământului, evoluția  plantelor și animalelor.
Vorbește despre
•	Homo sapiens, 
•	Homo sapiens sapiens 
•	Omul primitiv din paleolitic
•	Grupurile de animale – comportamentul „social al comunităților” de animale (exemplul cu maimuțele langur)
În general descrie aspecte legate de evoluția speciei umane și comportamentului acesteia.
Traian Herseni are meritul de a fi  abordat o nouă direcție, a cărui fundament îl constituie interpretarea sistemului social în spiritul ontologiei regionale: se încearcă punerea problemei dintre individ și societate dincolo de individualism și integralism.
Un loc important în opera lui Traian Herseni îl ocupă referința la ontologie, ce reprezintă o problematizare de natură reflexiv-teoretică, prin care acesta își propune stabilirea și definirea competențelor și diferențelor dintre filosofie și sociologie în abordarea realității sociale, definirea domeniului sociologiei în ipostaze cât mai riguroase.
Dimensiunea ontologică este surprinsă în lucrări, studii și articole, cum ar fi: Realitatea socială. Încercare de ontologie regională, urmată Ontologia spiritului, Dialectica spiritului, Ontologia vieții sociale etc.
Încercând să lămurească problema obiectului sociologiei, Traian Herseni optează în primul rând pentru delimitările terminologice și comprehensive ale problematicii vizate. Astfel, el stabilește faptul că știința este înainte de toate cunoaștere, mai precis o relație de cunoaștere între doi termeni, și anume subiectul și obiectul, fără de care nu ar putea fi identificată existența însăși. Așadar: “Știința trebuie întemeiată nu numai gnoseologic, ci și ontologic”. Herseni apelează la o reducție fenomenologică a realității sociale, dezvoltând o dialectică fenomenologică. El identifică, astfel, două structuri ontologice „diferite”: societatea și individul, pe care le numește „corelative”, care funcționează și se dezvoltă pe baza principiului interacțiunii  . 
În Realitatea socială, încercarea de redefinire a obiectului sociologiei l-a determinat pe Herseni să identifice „ prin logica problemelor și a problematicii sociologiei” o serie de paradigme în istoria sociologiei.
Integrarea demersului său  în istoria sociologiei, a însemnat lămurirea limitelor și a cadrului de manifestare al următoarelor paradigme: mecanicism, contractualism, psihologism, relaționism, naturalism, istoricism, sociologism, universalism, noologism, fenomenologism.
El nu a identificat aceste paradigme pentru a le accepta, ci pentru a avea față de ele o poziție critică, dezvăluind astfel originalitatea gândirii sale. Astfel, pentru Herseni, mecanicismul este „poziția cea mai puțin întemeiată”. Contractualismul, în raport cu mecanicismul, recunoaște dimensiunea voluntară a vieții sociale. Ca teorie, însă, prezintă toate erorile posibile.
Psihologismul este criticat deoarece reduce totul doar la individual, dar acesta este supus influenței societății și, prin urmare, fenomenele sociale pot fi în atenția psihologiei numai ca rezultat al acțiunii indivizilor. Primul pas spre o sociologie    propriu-zisă îl realizează relaționismul, numai că societatea nu se reduce doar la relații, ci „ea ne apare ca o realitate dincolo de ele”, iar relaționismul nu lămurește ce este societatea. În ce privește naturalismul, Traian Herseni are convingerea că „analogiile de suprafață cu natura organică nu contribuie la clarificarea realității sociale și a specificului ei”. Istoricismul reprezintă un plus pentru viața științifică a societății. Indubitabil,  „societatea este și un proces istoric”, dar sociologia trece dincolo de istorie, adoptând și un punct de vedere static. Sociologismul devine cel dintâi curent științific care „dovedește existența sui generis a societății” și conferă cercetărilor particulare un nou înțeles. Eroarea sociologismului constă în exagerarea nepermisă a punctului de vedere sociologic, pentru a constitui din sociologie „o enciclopedie a științelor sociale particulare”.
Pasul hotărâtor pentru constituirea sociologiei îl face universalismul, dar această paradigmă lasă nedefinită „natura totalității sociale, încercând să înlăture determinismul cauzal din știință”. Integralismul comite eroarea de a considera societatea ca o realitate ce îi ignoră pe indivizi. Astfel, că problema raportului individ-societate apare ca insuficient aprofundată atât de individualism, cât și de universalism. Noologismul, prin intermediul culturii, vizează deopotrivă individul și societatea, cu precizarea că aceasta nu lămurește pe deplin noul cadru al realității. Fenomenologia este singura paradigmă care a rămas necriticată de către Herseni, datorită noutății ei, cât și a poziției autorului, care este una prin excelență fenomenologică. De aceea, problema individului și a societății se pune în termenii comprehensiunii fenomenologice.
Colaborează cu „Gând romanesc”     
•	Filosofia timpului pierdut
•	Integrare în istorie
•	Metafizică și sociologie
•	Rubrica: Cronică sociologică
 Traian Herseni și distanța socială
Traian Herseni a dezbătut pe larg acest subiect  în paginile unei prestigioase reviste de cultură interbelice, și anume Societatea de mâine. Traian Herseni a stabilit o clasificare adecvată a conceptului de distanță. În viziunea lui, cele mai importante distanțe, din punct de vedere sociologic, sunt: distanța spațială, distanța socială, distanța personală, distanța psiho-socială, distanța ce exprimă calitatea de străin.
Traian Herseni consideră că sociologia distanței poate fi înțeleasă doar cu ajutorul sociologiei spațiului. Între spațiu și diferitele tipuri de societăți există o relație profundă. În viziunea lui Herseni, spațiul a devenit o problemă socială, iar soluțiile problemei variază în funcție de fazele civilizației  și de societatea specifică acesteia. Omul, în evoluția sa ca entitate socială, a cunoscut societatea prin prisma transformărilor suferite de dimensiunea comunicațională: căi și mijloace.
În susținerea concepții despre distanța socială într-o viață socială organizată pe depărtări antagonice, Herseni este preocupat de dimensiuni ale socialului cu puternice relevanțe sociologice: problematica morală a ideologiilor, raportul dintre muncă și capital, organizarea divizată a partidelor politice.
Aspectele unei sociologii a distanței sociale pe care Herseni a oferit-o în paginile societății de mâine se pot clasifica în două categorii: o categorie primară, ce vizează realități ale distanței sociale, în spațiu, în organizarea teritorială a comunităților, în stratificare socială, și o categorie secundă, referitoare la alte tipuri de distanțe sociale. El vizează, astfel, o dimensiune a distanței sociale generată de prestigiu și autoritate pe care, în limbaj original o numește  distanță personală. În echivalență sociologică modernă, această problematică este cea referitoare la status și rol, problematică pe care o confirmă discursul lui Herseni atunci când pune în joc termeni precum: autoritate socială și prestigiu. El observă la nivelul acestei dimensiuni a distanței sociale faptul că mecanismul de funcționare socială se face prin concurență socială, prin defăimare, prin subordonare socială.